# Andrea Manfredi
Pour les articles homonymes, voir Manfredi.
Andrea Manfredi, né le 10 février 1992 à Massa et mort le 29 octobre 2018 dans un accident aérien en mer de Java, est un coureur cycliste italien. Professionnel entre 2013 et 2015, il a notamment terminé cinquième du classement général du Tour du Frioul en 2013.

## Biographie

### Mort
Andrea Manfredi est mort le 29 octobre 2018 dans la mer de Java lors du crash en pleine mer du vol 610 Lion Air, peu après son décollage depuis l’aéroport de Jakarta, en Indonésie,.

## Palmarès et classements mondiaux

### Palmarès
- 2008
  - 3e de la Coppa d'Oro
- 2010
  - 2e du Trophée de la ville de Loano
- 2012
  - 2e étape du Tour de la Vallée d'Aoste
  - 3e du Tour de la Vallée d'Aoste
  - 3e du Trofeo SC Corsanico

### Classements mondiaux
| Année           | 2011  | 2012 | 2013 |
| --------------- | ----- | ---- | ---- |
| UCI Europe Tour | 1030e | 482e | 796e |